# Jantzon van Erffrenten

Jantzon van Erffrenten is een uit Westervoort afkomstig geslacht waarvan leden sinds 1835 tot de Nederlandse adel behoren en dat in 1890 uitstierf.

## Geschiedenis
De stamreeks begint met Evert Roelofs die tussen 1608 en 1617 te Westervoort vermeld wordt. Een nazaat, mr. Nicolaas Johannes Jantzon (1722-1789) werd conrector van de Latijnse school, later advocaat te Breda. Diens zoon Jacob Cornelis (1769-1859) werd bij Koninklijk Besluit van 16 augustus 1835 verheven in de Nederlandse adel. Met zijn kleindochter stierf het adellijke geslacht in 1890 uit.

## Enkele telgen
Mr. Nicolaas Johannes Jantzon (1722-1789), conrector van de Latijnse school te Breda, advocaat; trouwde in 1764 met Anna Geertruyda Noortbergh, dochter van Antonetta van Erffrenten
- Mr. Stephanus Bernardus Jantzon, heer van Nieuwland (1766-1828), burgemeester van Breda; trouwde in 1814 met Anne Caroline Lucile barones van der Borch (1778-1847), lid van de familie Van der Borch
- Jhr. mr. Jacob Cornelis Jantzon van Erffrenten, heer van Capelle, Hoogeveen en Briels Nieuwland (1769-1859), lid raad, wethouder en burgemeester van Dordrecht, lid provinciale staten van Zuid-Holland, kunstverzamelaar en mede-oprichter van het Dordrechts Museum
  - Jhr. Jacob Nicolaas Joan Jantzon van Erffrenten, heer van Babyloniënbroek, Capelle, Hoogeveen en Briels Nieuwland (1801-1884), lid raad van Dordrecht, lid provinciale staten van Zuid-Holland, dijkgraaf en heemraad, kunstverzamelaar en mede-oprichter van het Dordrechts Museum; trouwde in 1823 met Constantia Wilhelmina Johanna Vrijthoff (1798-1870), lid van de familie Vrijthoff
    - Jkvr. Henriëtta Bernardina Johanna Jantzon van Erffrenten, vrouwe van Babyloniënbroek, Capelle, Hoogeveen en Briels Nieuwland (1838-1890), laatste telg van het geslacht; trouwde in 1859 met jhr. François Jacob van den Santheuvel (1834-1880), lid van de familie Van den Santheuvel
- Antoinetta Maria Jantzon (1773-1809); trouwde in 1793 met mr. Andreas Reigersman (1767-1831), advocaat, secretaris mairie van Breda en lid van de Vergadering van Notabelen en van de Tweede Kamer, lid van de familie Reigersman